# História militar da Europa
A História militar da Europa trefere-se à história da guerra no continente europeu. Desde o início da era moderna até a segunda metade do século XX, os militares europeus possuíam uma significativa vantagem tecnológica, permitindo que seus estados seguissem políticas de expansionismo e colonização até o período da Guerra Fria. Entre o século XV e a era moderna, os militares europeus foram capazes de conquistar ou subjugar quase todas as outras nações do mundo. Desde o fim da Guerra Fria, o ambiente de segurança europeu tem sido caracterizado pela dominância estrutural dos Estados Unidos por meio de seus compromissos com a OTAN para a defesa da Europa, enquanto os estados europeus buscavam colher o "dividendo da paz" proporcionado pelo fim da Guerra Fria e reduzir os gastos com defesa. Os militares europeus agora realizam principalmente missões de projeção de poder fora do continente europeu. Conflitos militares recentes envolvendo nações europeias incluem a Guerra no Afeganistão de 2001, a Guerra no Iraque de 2003, a Campanha da OTAN na Líbia em 2011 e vários outros engajamentos nos Bálcãs e no continente africano. Após 2014, a anexação da Crimeia pela Rússia e a guerra russo-ucraniana em curso despertaram um renovado interesse acadêmico pelos assuntos militares europeus.

## Características da região
Devido aos numerosos países que surgiram do feudalismo medieval e da descentralização da queda do Império Romano do Ocidente, diferentes nações tiveram uma luta pelo poder. As Ilhas Britânicas estavam mais protegidas contra invasões terrestres da Europa Continental e, como tal, sofreram menos danos das lutas do continente europeu. Em contraste, a área da Alemanha e seus territórios circundantes estavam no centro de muitos conflitos em rotação. A área da Rússia ficou conhecida como o 'gigante adormecido' ou 'urso grande' devido à sua passividade comparativa militarmente em relação ao resto da Europa antes do século XIX e fora dos assuntos da Europa Ocidental e Central. O Império Romano, surgindo da Península Itálica, foi chamado de 'o primeiro superpoder'. A França, tendo as barreiras naturais do Reno ao leste, dos Pirenéus ao sul e do Canal da Mancha ao norte, tentou mantê-las ao longo de sua história, com uma rivalidade com a Grã-Bretanha por séculos e depois com a Alemanha. Grã-Bretanha e França foram as mais bem-sucedidas em estabelecer um amplo império colonial que se estendia da África à Ásia, com a maioria desse sucesso atribuída a elas estarem quase completamente cercadas pelo mar.

## Tempos antigos
A era antiga foi dominada pelas nações do Mediterrâneo, especialmente a Grécia Antiga e Roma Antiga. A Grécia Antiga guerreou com seu rival, o Império Persa, que representava a maior ameaça à Europa nas Guerras Greco-Persas. Roma Antiga continuou o conflito com a Pérsia nas Guerras Romano-Persas. A cidade norte-africana de Cartago travou três guerras contra Roma e perdeu, permitindo que Roma finalmente se tornasse mestre do Mediterrâneo. Júlio César fez as primeiras incursões romanas na Britânia. Numerosas guerras civis assolaram Roma Antiga por muitos séculos, mas foi a incursão eventual dos bárbaros da Europa Central e Oriental que contribuiu mais para a queda do Império Romano do Ocidente. Grandes migrações da Ásia causaram um efeito cascata de europeus orientais migrando para oeste a partir dos bárbaros, sendo os mais conhecidos os Hunos. O Império Romano do Ocidente sucumbiu a esses bárbaros ajudados pelo fato da inflação econômica e dos conflitos internos. O Império Romano do Oriente permaneceu intocado até o final da Idade Média.

## Período medieval
As partes iniciais do período medieval, conhecidas como Idade das Trevas, viram os primeiros conflitos com o Império Romano do Oriente, que continuou lutando contra os persas nas Guerras Romano-Persas e contra as conquistas muçulmanas pouco depois. No período medieval, o feudalismo estava firmemente implantado, e existiam muitos senhores na Europa, com a cavalaria blindada sendo dominante no campo de batalha. Os senhores muitas vezes possuíam castelos para proteger seu território. O Império Otomano foi formado com considerável projeção na região dos Bálcãs após finalmente derrotar a capital do Império Romano do Oriente, Constantinopla. O Sacro Império Romano foi formado por Carlos Magno e fez campanhas contra a Dinamarca e os muçulmanos na Espanha. As Cruzadas foram uma série de campanhas militares travadas em nome do cristianismo ocidental, com o objetivo de recapturar Jerusalém e a Terra Santa dos muçulmanos, incluindo cruzadas no norte da Europa e contra a Rússia. O Império Mongol se estendia até o leste da Europa, com muitos exércitos europeus orientais caindo sob a horda. A região russa conhecida como Rus' de Kiev foi dominada pelos mongóis com séculos de guerra. A ação militar diminuiu no início do século XIV considerando que a Peste Negra estava causando estragos em grande parte da Europa. A Idade Média terminou com o conflito da Europa Ocidental da Guerra dos Cem Anos (1337 a 1453), que foi principalmente entre Inglaterra e França, terminando com a vitória francesa.

## Renascimento
As armas de pequeno porte à base de pólvora acabaram com a superioridade da cavalaria. As Guerras Italianas dominaram a primeira parte deste período. Começou originalmente como uma disputa dinástica, mas eventualmente envolveu todas as potências europeias como uma luta pelo poder e território. A Guerra dos Trinta Anos, de 1618 a 1648, dominou a Europa Central com a participação de todas as principais potências europeias, resultando na virtual desintegração econômica das áreas germânicas.

## Era da pólvora
A Grande Guerra do Norte (1700 a 1721) foi travada entre Rússia, Dinamarca-Noruega, Saxônia-Polônia e entre Suécia e o Império Otomano, terminando com a vitória russa e o fim do império sueco e o uso da Suécia como um satélite de poder na região. A Guerra dos Sete Anos (1754 e 1756–1763) que envolveu tanto os teatros europeus quanto coloniais envolveu todas as principais potências europeias. A França esteve no centro das atenções com as Guerras Revolucionárias Francesas e Napoleônicas, que começaram com a Revolução Francesa, os conflitos combinados durando de 1792 a 1815 com a derrota de Napoleão na Batalha de Waterloo. Os estados alemães, liderados pela Prússia, levaram um século para se recuperarem da devastação da Guerra dos Trinta Anos, começando uma série de guerras vitoriosas, começando com a Guerra Dinamarquesa-Prussiana (1864), Guerra Austro-Prussiana (1866) e terminando na Guerra Franco-Prussiana (1870–71), que resultou na unificação da Alemanha, formando o Império Alemão. 

## Primeira Guerra Mundial
A Primeira Guerra Mundial foi uma guerra global travada principalmente na Europa de 1914 a 1918.  

## Período entre guerras
Após a Primeira Guerra Mundial, as principais potências europeias experimentaram duas décadas de relativa paz. A Guerra Civil Russa durou de 1917 a 1922, viu a intervenção de várias potências europeias, terminando com a vitória dos bolcheviques e a formação da União Soviética. Simultaneamente, o emergente governo soviético conduziu a Guerra Polaco-Soviética, que durou de 1919 a 1921, e um conflito em curso com a Finlândia. A Guerra da Independência da Irlanda foi travada de 1919 a 1921, uma guerra de guerrilha contra o Reino Unido. Foi seguida pela Guerra Civil Irlandesa, que eclodiu devido a um desacordo entre as facções nacionalistas irlandesas sobre o Tratado Anglo-Irlandês, estabelecendo o Estado Livre Irlandês como um domínio do Império Britânico. O período entre guerras foi caracterizado por um movimento contínuo de desarmamento e internacionalismo. Ambos os lados da iminente Segunda Guerra Mundial aumentaram a produção militar durante os anos 30, mas foram limitados pelo Tratado Naval de Washington. Ao contrário das restrições punitivas sobre as forças terrestres nominalmente impostas pelo Tratado de Versalhes, a Alemanha nazista notavelmente cumpriu as restrições navais. Isso resultou em limitações cruciais na Kriegsmarine da Alemanha contra a Royal Navy. Os anos entre guerras na Europa foram encerrados pela Guerra Civil Espanhola de 1936 a 1939. Este conflito foi um prelúdio para a Segunda Guerra Mundial, tanto em novas tecnologias utilizadas (bombardeio aéreo estratégico e tático, guerra mecanizada, ataques diretos à população civil, operações de guerrilha) quanto em beligerantes (Itália fascista e Alemanha nazista apoiando o lado Nacionalista, Rússia comunista e vários grupos esquerdistas europeus apoiando o lado Lealista).

## Segunda Guerra Mundial
A Segunda Guerra Mundial foi um conflito militar global que envolveu a maioria das nações do mundo, incluindo todas as grandes potências, organizadas em duas alianças militares opostas: os Aliados liderados pelos Estados Unidos, pelo Reino Unido e pela União Soviética, versus as Potências do Eixo lideradas pela Alemanha Nazista e pelo Japão. A guerra envolveu a mobilização de mais de 100 milhões de militares, tornando-a a guerra mais disseminada da história. Em um estado de "guerra total", os principais participantes colocaram suas capacidades econômicas, industriais e científicas completas a serviço do esforço de guerra, apagando a distinção entre recursos civis e militares. Mais de 70 milhões de pessoas morreram, a maioria delas civis, tornando-a o conflito mais mortal da história humana. 

## Guerra Fria
A Guerra Fria foi o estado de conflito, tensão e competição que existiu entre os Estados Unidos e a União Soviética e seus respectivos aliados de meados da década de 1940 até o início dos anos 1990. Ao longo deste período, a rivalidade entre as duas superpotências foi expressa através de coalizões militares, propaganda, espionagem, desenvolvimento de armas, avanços industriais e desenvolvimento tecnológico competitivo, que incluiu a corrida espacial. Ambas as superpotências se envolveram em gastos militares custosos, uma massiva corrida armamentista convencional e nuclear, e inúmeras guerras por procuração.

## Presente
Após o fim da Guerra Fria, as guerras ocorreram apenas na Europa durante a dissolução da Iugoslávia. Essas guerras envolveram estados separatistas e o combate ao terrorismo no sul da Iugoslávia. Em 1991, Croácia, Eslovênia e Macedônia separatistas se separaram da República Federal Socialista da Iugoslávia. Em 1992, foram seguidos pela Bósnia-Herzegovina. Em 2006, Montenegro e Sérvia se separaram, resultando na dissolução da União Estatal de Sérvia e Montenegro (antiga República Federal da Iugoslávia). O conflito atual na região do norte da Macedônia e na província sérvia do Kosovo, onde paramilitares albaneses iniciaram uma guerra de guerrilha contra as forças governamentais. Os albaneses kosovares desejam completa independência da Sérvia. A Sérvia está oferecendo apenas autonomia de seu território soberano.
Em comparação com a dissolução da Iugoslávia, a dissolução da União Soviética e a criação da Comunidade dos Estados Independentes foram pacíficas.
Os exércitos europeus ainda participam de guerras fora do continente europeu, incluindo conflitos envolvendo membros da OTAN. Soldados europeus atualmente estão baseados na África, nas Américas (Haiti) e na Ásia (Afeganistão, Iraque, Líbano).
Os gastos militares europeus correspondem aproximadamente à metade dos Estados Unidos e cerca de um quarto do total global.